# Provincia de Linares (Bolivia)
La provincia de Linares es una provincia de Bolivia que se encuentra en el departamento de Potosí y tiene como capital provincial a Puna. Tiene una superficie de 5136 km² y una población de 49 796 habitantes (INE 2012). La provincia fue bautizada así en honor a José María Linares (1808-1861), notable político y expresidente boliviano.

## Historia
Durante la época de la corona española, la Real Ordenanza de Intendentes de Ejército y Provincia decretó el 28 de enero de 1782 que el Virreinato del Río de la Plata fuese dividido en ocho intendencias, y estas en partidos. Fue entonces cuando se creó la Intendencia de Potosí, compuesta de seis partidos, entre estos el Partido de Porco.
Poco después de la independencia de Bolivia se estableció la primera organización territorial del país mediante ley de 23 de enero de 1826, que decretó que los departamentos se dividan en provincias, y éstas en cantones. Es así que se creó la provincia de Porco, en base al antiguo territorio del partido homónimo.
Por ley de 20 de noviembre de 1883, durante el gobierno de Narciso Campero, la provincia se dividió en dos, dando paso a la creación de la provincia de Linares con su capital, la Villa de Puna.
El 15 de agosto de 2006 se aprobó la creación de un nuevo municipio (antes denominado sección de provincia) denominado Ckochas con capital homónima. Este comprendía los cantones de Esquiri, Durazno y Turuchipa, anteriormente pertenecientes al municipio de Puna, sin embargo desde la aprobación de la nueva Constitución Políticia del Estado, los cantones no forman parte de la organización territorial del país.

## Geografía
La provincia de Linares es una de las 16 provincias que conforman el departamento de Potosí. Tiene una superficie de 5136 km², lo que representa un 4,34 % de la superficie total del departamento. Se encuentra entre los 19°30′ y 20°16′ de latitud sur y entre 64°43′ y 65°53′ de longitud oeste. Limita al norte con la provincia de Cornelio Saavedra, en el noroeste con la provincia de Frías, al oeste con la provincia de Quijarro, en el sur con la provincia de Nor Chichas , y al este con el departamento de Chuquisaca. La provincia se extiende sobre unos 120 km de este a oeste y 85 km de norte a sur.

## Demografía
De acuerdo con el censo boliviano de 2024, la población de la provincia de Linares es de 43 542 habitantes.
La población de la provincia ha disminuido en una quinta parte en las últimas tres décadas:
| Año  | Habitantes | Fuente |
| ---- | ---------- | ------ |
| 1992 | 52 535     | Censo  |
| 2001 | 51 412     | Censo  |
| 2012 | 49 619     | Censo  |
| 2024 | 43 542     | Censo  |

El idioma más importante de la provincia con el 80 % quechua y el 44 % de la población habla español. Según el censo de 1992 vivían en la provincia de 52 535, este número se redujo un 2,1 % hasta 51 412 habitantes según el censo de 2001. 90 % de la población no tiene acceso a la electricidad, el 89 % viven sin saneamiento. 69 % de la población trabaja en la agricultura, un 0,5% en la minería, 11% en la industria, 20% en servicios. 88% de la población son católicos, 10% protestante.

## Municipios
La provincia de Linares está compuesta de 3 municipios, los cuales son:
- Puna
- Caiza "D"
- Ckochas[5]